# サボテンミソサザイ
サボテンミソサザイ（学名：Campylorhynchus brunneicapillus）は、スズメ目ミソサザイ科に分類される鳥類の一種。

## 分布
北アメリカ

## 形態
全長約18cm。背面に縦縞模様、胸に斑点がある。頭部には白い眉線がある。他のミソサザイ種と異なり尾羽を水平に保つ。

## 生態
食性は主に昆虫食だが、砂漠植物の種子を食べることもあり、種子を分散させる役割を担っている。
ミソサザイ種では珍しく一夫一妻制。主にサボテンの隙間にフラスコ型でドーム状の巣を作り、内部に獣毛や羽毛を敷く。一度に3-7個の卵を産み、抱卵期間は約15-18日。巣が目立っても、サボテンの棘が捕食動物から巣を守る。

## 人間との関係
サボテンミソサザイは1973年にアリゾナ州の州の鳥に指定されている。